# Mr. Eduard J. Brumastraat
De Mr. Eduard J. Brumastraat, tot 2011 de Weidestraat, is een straat in Paramaribo die loopt vanaf de Zwartenhovenbrugstraat naar de Oranjestraat.

## Naamgever
De straat heette de Weidestraat en werd in 2011  naar Eddy Bruma hernoemd. Hij was dichter, politicus en jurist en een groot voorstander van de Surinaamse onafhankelijkheid. Hij richtte in 1961 de Partij Nationalistische Republiek (PNR) op wat de eerste politieke partij in Suriname was op een ideologische basis. Hij was Statenlid vanaf 1969 en minister van Economische Zaken vanaf 1973. Als deken van de Orde van Advocaten was hij in 1980 tijdens het militaire regime de informateur van het kabinet-Chin A Sen.

## Bouwwerken
De straat begint bij de Zwartenhovenbrugstraat ter hoogte van de vestiging van de Surinaamse Politiebond. Westwaarts zijn er kruisingen met de Frederik Derbystraat en Johan Adolf Pengelstraat, en afslagen naar rechts naar de Van Raderstraat en Alexanderstraat. Bij de laatste gaat de weg naar links over in de Oranjestraat, ter hoogte van de afslag naar de Sophiastraat.
Aan de straat staan kerken van Jezus Christus van de Heiligen der Laatste Dagen (Mormonen), het Nieuw Apostolische Genootschap en de Zevendedagsadventisten, en verder de Nieuwe Christelijke School, de St. Stephanusschool, het ministerie van Arbeid, Werkgelegenheid en Jeugdzaken en het Elegance Hotel en Casino.
| Straatbeeld in 1997 |
| Straatbeeld in 1997 |

### Monumenten
De volgende panden in de Mr. Eduard J. Brumastraat staan op de monumentenlijst:

#### Nog bestaande monumenten
| Omschrijving | Bouwjaar | Adres                        | Coördinaten | Objectnummer? | Afbeelding                    |
| ------------ | -------- | ---------------------------- | ----------- | ------------- | ----------------------------- |
| woonhuis     |          | Mr. Eduard J. Brumastraat 4  |             | CPO 051       | Meer afbeeldingen Upload foto |
| woonhuis     |          | Mr. Eduard J. Brumastraat 8  |             | BPO 088       | Meer afbeeldingen Upload foto |
| woonhuis     |          | Mr. Eduard J. Brumastraat 17 |             | CPO 052       | Meer afbeeldingen Upload foto |
| woonhuis     |          | Mr. Eduard J. Brumastraat 63 |             | CPO 053       | Meer afbeeldingen Upload foto |

#### Niet meer bestaand monument
| Omschrijving | Bouwjaar        | Adres                        | Coördinaten | Objectnummer? | Afbeelding                    |
| ------------ | --------------- | ---------------------------- | ----------- | ------------- | ----------------------------- |
| woonhuis     | Ingestort 2020. | Mr. Eduard J. Brumastraat 39 |             | BPO 089       | Meer afbeeldingen Upload foto |

## Gedenktekens

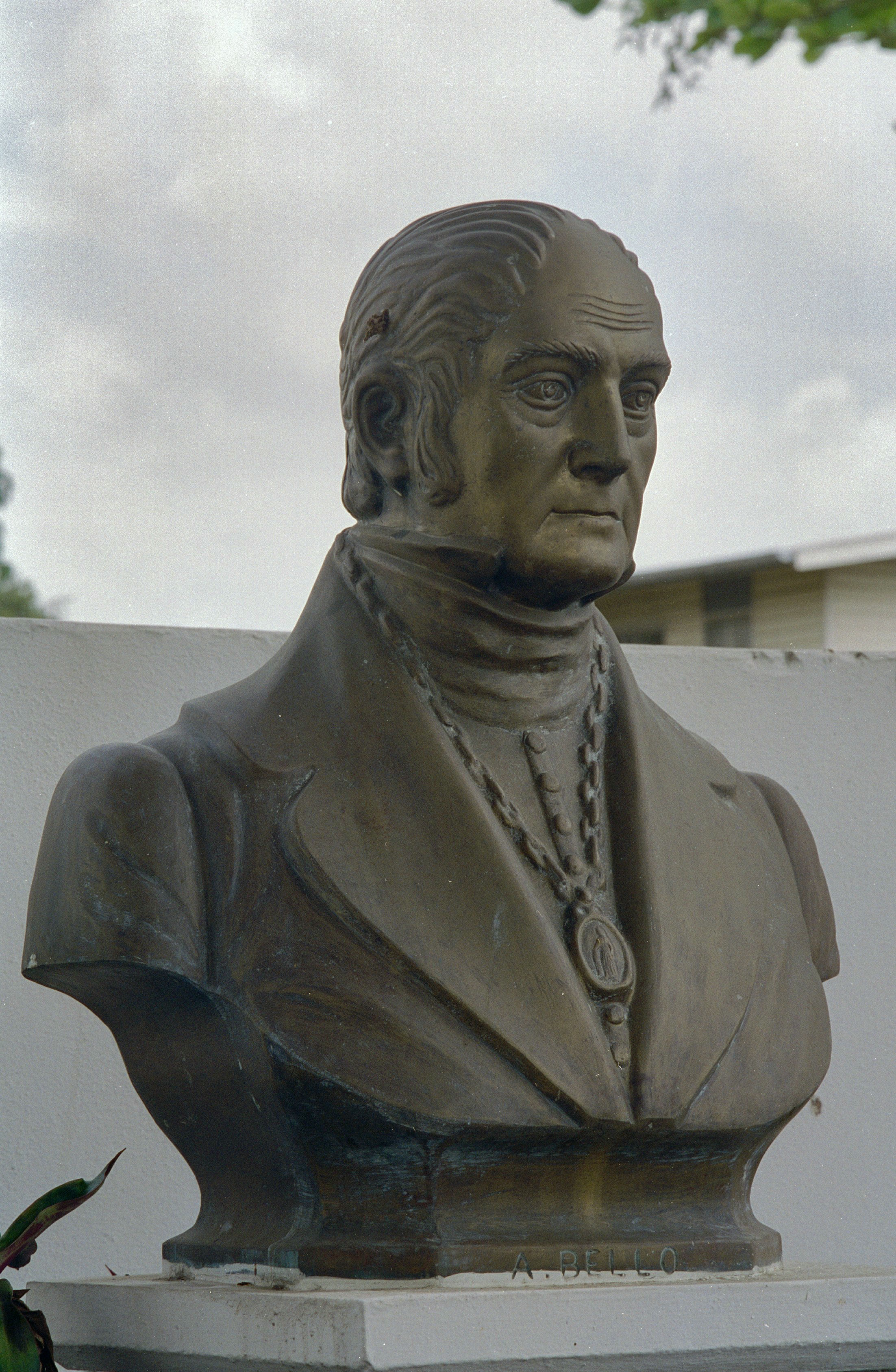
Andrés Bello, 1998

Hieronder volgt een overzicht van de gedenktekens in de straat:
| Onderwerp                  | Type       | Kunstenaar      | Onthulling | Locatie                       | Omschrijving                                   |
| -------------------------- | ---------- | --------------- | ---------- | ----------------------------- | ---------------------------------------------- |
| Andrés Bello               | borstbeeld | onbekend        | onbekend   | kruising Frederik Derbystraat | Venezolaans dichter, geleerde en revolutionair |
| Borstbeeld van Hugo Chávez | borstbeeld | Nelson Bermúdez | 2016       | kruising Frederik Derbystraat | Hugo Chávez, Venezolaans president             |